# 松本達夫
松本 達夫（まつもと たつお）は、日本テレビ放送網取締役執行役員。日テレアックスオン非常勤取締役。

## 略歴
中学校時代は生徒会副会長として活躍した。早稲田実業学校高等部を経て早稲田大学商学部卒業。早実では野球部に在籍し、1年生の秋から捕手に転向して同期生の荒木大輔とバッテリーを組む。甲子園（高校野球全国大会）にも出場した。甲子園では指を痛め打撃不振だったが、持ち前のインサイドワークで荒木をリードした。早稲田実業野球部に在籍した部員の中では、珍しく普通科で秀才学生だった。大学時代はカレー屋でアルバイトに励む。
日本テレビ放送網入社後は、「ミユキ野球教室」などを担当。
スポーツ局チーフプロデューサーとなり、主に野球中継担当だが、並行して安澤一成チーフプロデューサーが担当していたゴルフ中継も担当。2008年からは原則としてスポーツ中継全般のチーフプロデューサーとなっていた。2012年6月1日より営業局営業企画部長兼チーフプロデューサー。
2014年6月1日より人事局に異動し、厚生労務部長兼キャリアサポート部長。
2015年6月1日付で人事局人事部長兼キャリアサポート部長。人事局担当局次長兼人事部長を経て、2018年6月1日付でスポーツ局長。2020年10月1日付で営業局長に就任する。後任のスポーツ局長は、新井直彦。2022年6月1日付で執行役員コンテンツ制作局長に就任する。後任の営業局長は、新井直彦。2022年6月29日付で取締役に昇進する。2024年6月1日付でコンテンツ制作局長兼務を解き森實陽三執行役員に交代した。

## 現在の担当番組
- 24時間テレビ 「愛は地球を救う」（2022年〜・制作指揮、2018年〜2021年・制作）

## 過去の担当番組
- Dramatic Game 1844
- 2006 ワールド・ベースボール・クラシック
- 女子ソフトボール世界選手権
- ミユキ野球教室
- K-1JAPANシリーズ
- 超K-1宣言
- 最強魂
- プロレスリング・ノア中継
- 天才!!カンパニー